# جوي ديفين
جوي ديفين (بالإنجليزية: Joey Devine)‏ هو لاعب كرة قاعدة أمريكي، ولد في 19 سبتمبر 1983 في جنكشن سيتي في الولايات المتحدة.

## وصلات خارجية
- جوي ديفين على موقع دوري كرة القاعدة الرئيسي (الإنجليزية)
- جوي ديفين على موقعبيزبول رفرنس.كوم (الدوري الرئيسي) (الإنجليزية)
- جوي ديفين على موقعبيزبول رفرنس.كوم (الدوري الثانوي) (الإنجليزية)
- جوي ديفين على موقع إي إس بي إن.كوم (أم.أل.بي) (الإنجليزية)
- جوي ديفين على موقع مشجعي الرسوم البيانية (الإنجليزية)